# Martin Kramarič
Martin Kramarič (Novo mesto, 14 novembre 1997) è un calciatore sloveno, attaccante del Soči.

## Carriera

### Club

#### Krka
Nato a Novo mesto, inizia a giocare a calcio nel Krka, squadra della sua città, debuttando il 22 marzo 2014, a 16 anni, giocando titolare nella sconfitta per 3-1 in trasferta contro il Maribor in campionato. Il 12 aprile realizza la prima rete in carriera, segnando il momentaneo 1-0 al 18' del pareggio interno per 1-1 con il Rudar Velenje in 1. SNL. Gioca una stagione e un mese della seconda, collezionando in totale 16 presenze e 3 gol.

#### Maribor
Il 31 agosto 2014 passa al Maribor, che lo inserisce nella squadra giovanile Under-19, con cui disputa fra l'altro la UEFA Youth League 2014-2015. In una stagione e mezza gioca una sola gara in prima squadra, a fine campionato del primo anno, il 23 maggio 2015 in trasferta contro il Krka, la sua ex squadra, entrando al 67'.

#### Prestito al Krsko
A metà stagione 2015-2016 viene ceduto in prestito al Krško, neopromosso in massima serie. L'esordio è ancora una volta contro il Krka, stavolta in casa in campionato, il 6 marzo 2016, quando entra all' 85'. Il 23 aprile segna il primo gol, sempre in 1. SNL, realizzando al 61' l'unico gol della vittoria sul campo dell'Olimpia Lubiana.

### Nazionale
Nel 2014 inizia a giocare nelle nazionali giovanili slovene, con l'Under-19, disputando 5 gare, di cui 4 nelle qualificazioni all'Europeo di categoria 2016, e segnando 2 reti. Il 13 gennaio 2017 debutta in nazionale maggiore, in un'amichevole ad Abu Dhabi contro la Finlandia, entrando all'intervallo e vincendo per 2-0.

## Statistiche

### Presenze nei club
Statistiche aggiornate al 18 marzo 2017.
| Stagione        | Squadra         | Campionato      | Campionato | Campionato | Coppe nazionali | Coppe nazionali | Coppe nazionali | Coppe continentali | Coppe continentali | Coppe continentali | Altre coppe | Altre coppe | Altre coppe | Totale | Totale | Totale |
| Stagione        | Squadra         | Comp            | Pres       | Reti       | Comp            | Pres            | Reti            | Comp               | Pres               | Reti               | Comp        | Pres        | Reti        | Pres   | Reti   |        |
| --------------- | --------------- | --------------- | ---------- | ---------- | --------------- | --------------- | --------------- | ------------------ | ------------------ | ------------------ | ----------- | ----------- | ----------- | ------ | ------ | ------ |
| 2013-2014       | Krka            | 1. SNL          | 8          | 1          | PNZS            | 0               | 0               | -                  | -                  | -                  | -           | -           | -           | 8      | 1      |        |
| lug.-ago. 2014  | Krka            | 1. SNL          | 7          | 2          | PNZS            | 1               | 0               | -                  | -                  | -                  | -           | -           | -           | 8      | 2      |        |
| Totale Krka     | Totale Krka     | Totale Krka     | 15         | 3          | -               | 1               | 0               | -                  | -                  | -                  | -           | -           | -           | 16     | 3      |        |
| ago. 2014-2015  | Maribor         | 1. SNL          | 1          | 0          | PNZS            | 0               | 0               | UCL                | 0                  | 0                  | -           | -           | -           | 1      | 0      |        |
| gen.-giu. 2016  | Krško           | 1. SNL          | 6          | 1          | -               | -               | -               | -                  | -                  | -                  | -           | -           | -           | 6      | 1      |        |
| 2016-2017       | Krško           | 1. SNL          | 22         | 4          | PNZS            | 3               | 0               | -                  | -                  | -                  | -           | -           | -           | 25     | 4      |        |
| Totale Krsko    | Totale Krsko    | Totale Krsko    | 28         | 5          | -               | 3               | 0               | -                  | -                  | -                  | -           | -           | -           | 31     | 5      |        |
| Totale carriera | Totale carriera | Totale carriera | 44         | 8          | -               | 4               | 0               | -                  | 0                  | 0                  | -           | -           | -           | 48     | 8      |        |

### Cronologia presenze e reti in nazionale
| Cronologia completa delle presenze e delle reti in nazionale ― Slovenia | Cronologia completa delle presenze e delle reti in nazionale ― Slovenia | Cronologia completa delle presenze e delle reti in nazionale ― Slovenia | Cronologia completa delle presenze e delle reti in nazionale ― Slovenia | Cronologia completa delle presenze e delle reti in nazionale ― Slovenia | Cronologia completa delle presenze e delle reti in nazionale ― Slovenia | Cronologia completa delle presenze e delle reti in nazionale ― Slovenia | Cronologia completa delle presenze e delle reti in nazionale ― Slovenia |
| Data                                                                    | Città                                                                   | In casa                                                                 | Risultato                                                               | Ospiti                                                                  | Competizione                                                            | Reti                                                                    | Note                                                                    |
| ----------------------------------------------------------------------- | ----------------------------------------------------------------------- | ----------------------------------------------------------------------- | ----------------------------------------------------------------------- | ----------------------------------------------------------------------- | ----------------------------------------------------------------------- | ----------------------------------------------------------------------- | ----------------------------------------------------------------------- |
| 13-1-2017                                                               | Abu Dhabi                                                               | Slovenia                                                                | 2 – 0                                                                   | Finlandia                                                               | Amichevole                                                              | -                                                                       | 46’                                                                     |
| Totale                                                                  |                                                                         | Presenze                                                                | 1                                                                       |                                                                         | Reti                                                                    | 0                                                                       |                                                                         |

## Palmarès

### Club

#### Competizioni nazionali
- Campionato sloveno: 2

Maribor: 2014-2015, 2018-2019